# Llobregat
Râul Llobregat este un râu spaniol din Catalonia.